# Suche (Białoruś)
Suche (biał. Сухое, Suchoje; ros. Сухое, Suchoje) – wieś na Białorusi, w obwodzie brzeskim, w rejonie janowskim, w sielsowiecie Rudzk, w pobliżu Janowa.

## Historia
W Rzeczypospolitej Obojga Narodów leżało w województwie brzeskolitewskim, w powiecie pińskim. Ówcześnie własność pińskich bazylianów. W XIX i w początkach XX w. położone było w Rosji, w guberni mińskiej, w powiecie pińskim, w gminie Brodnica.
W dwudziestoleciu międzywojennym leżało w Polsce, w województwie poleskim, w powiecie pińskim, w gminie Brodnica. W 1921 wieś liczyła 602 mieszkańców, zamieszkałych w 121 budynkach, w tym 586 Białorusinów i 16 Polaków. 587 mieszkańców było wyznania prawosławnego, 9 mojżeszowego, 5 rzymskokatolickiego i 1 ewangelickiego.
Po II wojnie światowej w granicach Związku Sowieckiego. Od 1991 w niepodległej Białorusi.